# Císařské letectvo Mandžukua

Letecký výsostný znak Mandžukua

Císařské letectvo Mandžukua (čínsky: 大満州帝国空軍 Dà Mǎnzhōu Dìguó Kōngjūn, japonsky:Dai Manšú Teikoku Kúgun) bylo leteckou silou loutkového státu Mandžukuo. Bylo vytvořeno roku 1937 z 30 dobrovolníků Císařské armády Mandžukua vycvičených Japonci v Charbinu. Oficiálním předchůdcem byla Společnost leteckého transportu Mandžukua později přejmenovaná na Aerolinie Mandžukua, organizací, která Japoncům mnohdy zprostředkovávala letecký transport.

## Historie

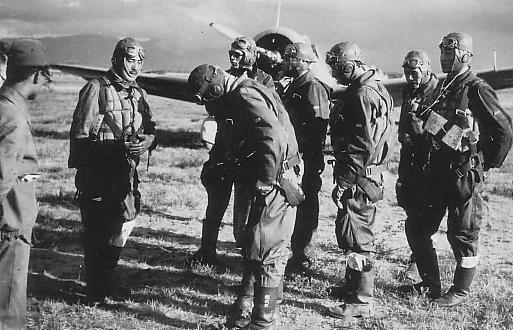
Piloti letecké školy

První jednotka byla zformována na letišti v Hsinkinu pod velením japonského velitele a měla pouze jedno letadlo: francouzský Nieuport-Delage NiD 29. Později byl z Japonska přivezen lehký bombardér Kawasaki Typ 88 a stíhačka Nakadžima Typ 91.
Druhá letecká jednotka – hikótai (飛行隊) – byla sestavena ve Fengtienu a později bylo zřízeno velitelství protiletecké obrany v Hsinkinu. 30. srpna 1940 byla ve Fengtienu založena letecká škola. Roku 1941 zde vypukla vzpoura a 100 kadetů se spolu se stroji chtělo dostat k partyzánům. Od roku 1944 spadlo letectvo pod přímé velení japonské 2. kókúgun (航空軍 ~ letecká armáda) kwantungské armády.
V prosinci 1944 zničila Ki-27 americký bombardér B-29 taranem.[zdroj⁠?!] Roku 1945 Američané většinu výzbroje zlikvidovali[zdroj⁠?!] a letectvo se přeorientovalo na protileteckou činnost na zemi.[zdroj⁠?!] Japonci plánovali jeho použití jako kamikaze proti sovětským tankům, k tomu však nedošlo.

## Letadla

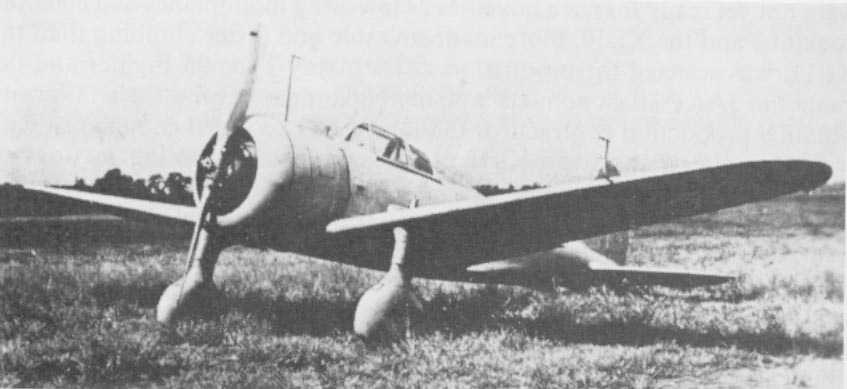
Manšú Ki-27 Mandžukuanského letectva

| Letdlo                      | Země původu        | Typ                                                                     |
| --------------------------- | ------------------ | ----------------------------------------------------------------------- |
| Nieuport-Delage NiD 29      | Francie            | Stíhačka                                                                |
| Kawasaki Typ 88             | Japonsko           | Lehký bombardér                                                         |
| Nakadžima Typ 91            | Japonsko           | Stíhačka                                                                |
| Tačikawa Ki-9               | Japonsko           | cvičné letadlo                                                          |
| Tačikawa Ki-55              | Japonsko           | cvičné letadlo                                                          |
| Nakadžima Ki-43             | Japonsko           | transportní letadlo                                                     |
| Junkers Ju 86               | Nacistické Německo | transportní letadlo                                                     |
| Nakadžima Ki-27 Manšú Ki-27 | Japonsko Mandžukuo | stíhačka                                                                |
| Kawasaki Ki-32              | Japonsko           | taktický bombardér                                                      |
| Nakadžima Ki-43 Manšú Ki-43 | Japonsko Mandžukuo | stíhačka                                                                |
| Nakadžima Ki-44             | Japonsko           | stíhačka (10 kusů předáno 2. hikótai od 104. sentai počátkem roku 1945) |